# Taie
Ne doit pas être confondu avec la Taie cornéenne qui concerne une cicatrice de la cornée de l'œil.

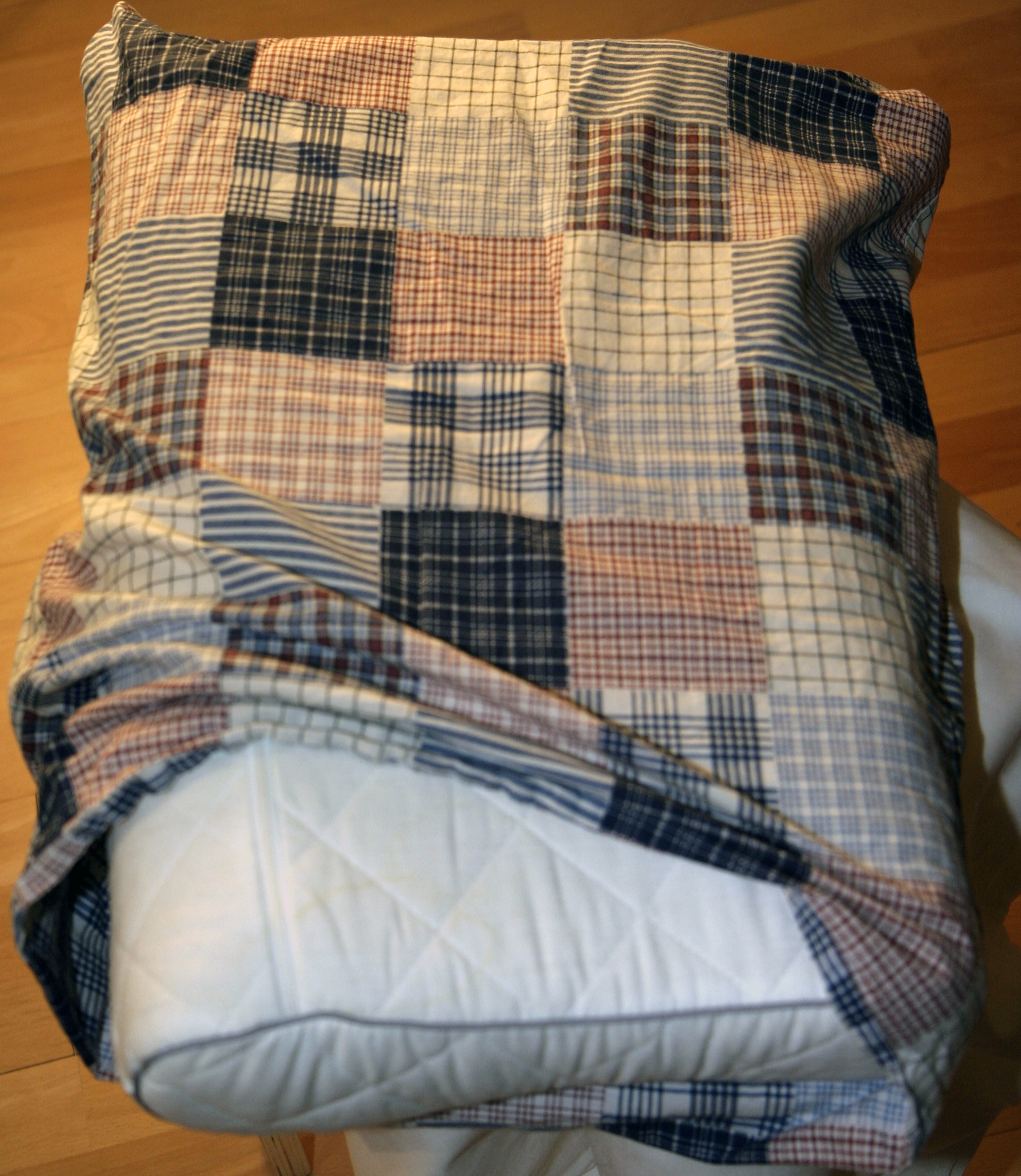
Une taie sur un oreiller blanc.

Une taie est un linge de maison cousu en forme d'enveloppe et utilisé pour recouvrir un oreiller, un traversin ou un édredon,.
Dans les armées françaises, le terme de taie mobile de matelas (TMM) désigne une housse en tissu épais destinée à protéger le matelas en dessous des draps.
Une sous-taie, encore appelée protège oreiller, est une housse en tissu qui peut être insérée entre taie d'oreiller et oreiller pour protéger ce dernier.
Étymologiquement, taie est issu du latin theca (étui, fourreau), lui-même issu du grec thếkê (boîte où l’on dépose quelque chose) qui a aussi donné thèque en français qui désigne des capsules ou enveloppes anatomiques.